# Propaganda monumental

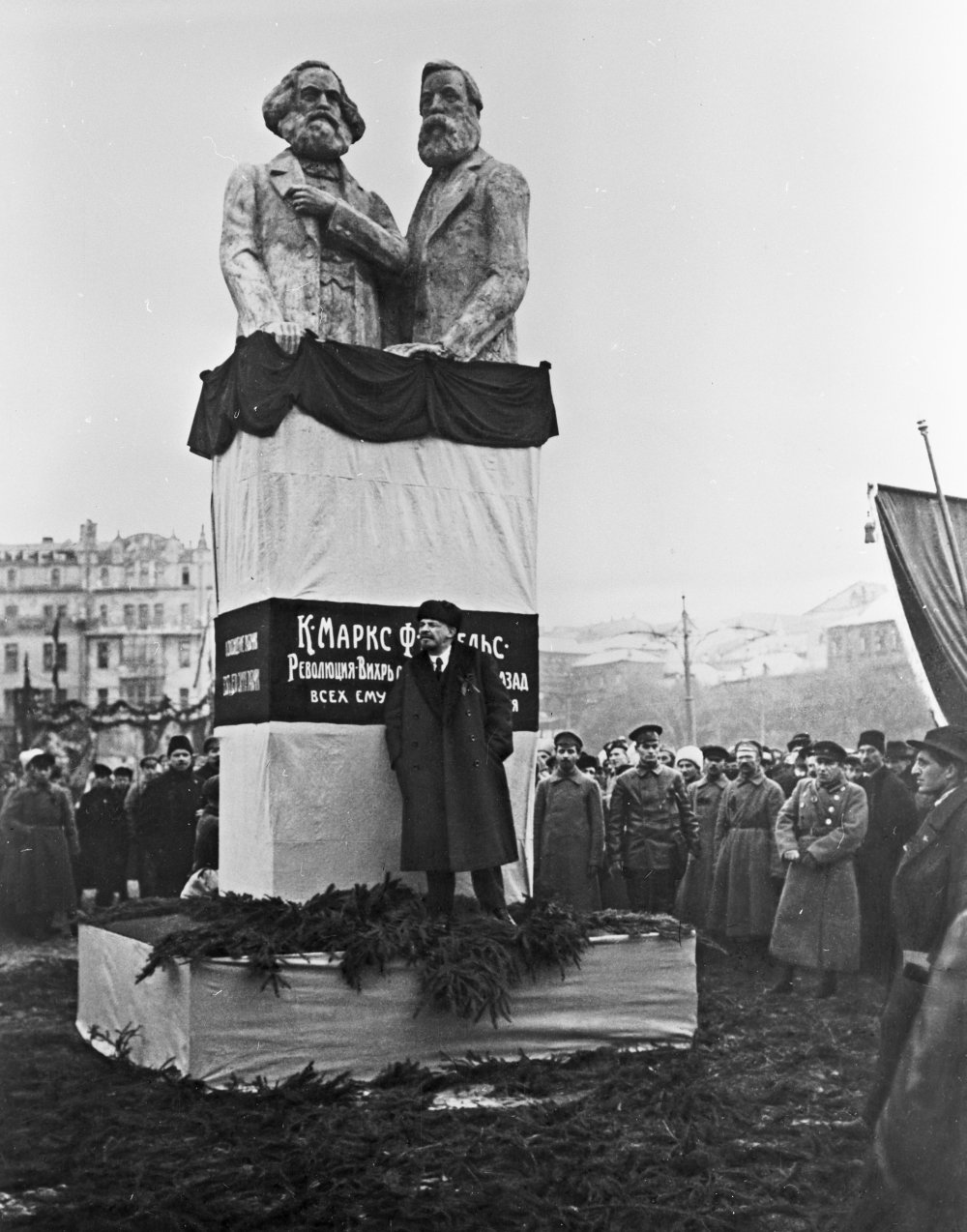
Lenin fala na inauguração do monumento a Marx e Engels. 7 de novembro de 1918. Moscou

A propaganda monumental (também o Plano de "Propaganda Monumental" de Lenin) foi um programa de desenvolvimento da arte visual monumental (slogans revolucionários e escultura monumental) proposto por Vladimir Lenin em 1918 como um meio importante para a propagação de ideias revolucionárias e comunistas. "O plano" teve a importância de criar uma grande demanda por esculturas monumentais em nível estatal e, portanto, está na origem da escola de escultura soviética. O "plano" consistia em dois projetos principais:
1. decorar edifícios e outras superfícies "tradicionalmente usadas para banners e pôsteres" com slogans revolucionários e placas memoriais em relevo;
2. vasta construção de monumentos "temporários em gesso" em homenagem aos grandes líderes revolucionários.[1]

## Desenvolvimento

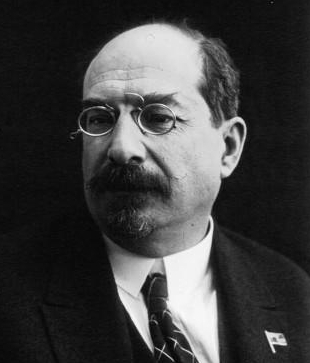
Comissário do Povo para a Educação da RSFSR, Anatóli Lunatcharski

Segundo as memórias de Anatóli Lunatcharski, a ideia de propaganda monumental apresentada na primavera de 1918 por Lenin remonta à obra utópica do filósofo italiano Tommaso Campanella, A Cidade do Sol. Uma das ideias de Campanella que interessou Lenin foi a decoração dos muros da cidade com afrescos, "que servem como lição visual para os jovens na ciência, na história, excitam o sentimento cívico —em outras palavras, participam da educação e da formação das novas gerações ". Lunatcharski traduziu as palavras de Lenin desta forma:

Eu chamaria o que estou pensando de propaganda monumental (...) É pouco provável que o nosso clima permitirá (...) os frescos com que Campanella sonha (...) Em vários lugares proeminentes, em paredes adequadas ou em algumas estruturas especiais para este fim, pode-se espalhar inscrições curtas, mas expressivas, contendo os princípios fundamentais e slogans mais duradouros do marxismo, bem como, talvez, fórmulas aramadas que dessem uma avaliação de um ou outro grande evento histórico (...) Não penso na eternidade ou mesmo na duração. Que tudo seja temporário. Ainda mais importante do que as inscrições, considero os monumentos: bustos ou figuras inteiras, talvez baixos-relevos, grupos esculturais.
Lunatcharski incluiu as ideias de Lenin em um relatório que fez em 11 de abril de 1918 em uma reunião do Comité Executivo Central de Todas as Rússias. No dia seguinte, 12 de abril de 1918, Lenin, Lunatcharski e Stalin assinaram um decreto emitido pelo Conselho do Comissariado do Povo (CCP) "Sobre os Monumentos da República", que ordenou até 1 de maio de 1948: 
- a remoção dos monumentos "erigidos em homenagem aos czars e seus servos;[4]
- organizar um concurso para projetos de monumentos "destinados a comemorar os grandes dias da Revolução Socialista Russa" e estabelecer os primeiros modelos de monumentos "para o julgamento das massas";[5][6]
- substituir inscrições, emblemas, nomes de ruas, brasões de armas, etc., por novos que reflitam as "ideias e sentimentos dos trabalhadores revolucionários na Rússia";
- realizar a decoração de Moscou para as celebrações do Dia do Trabalhador.[7]

### Atrasos na implementação
Na data designada — 1 de maio de 1918 — a execução do decreto foi interrompida, o que foi facilitado devido à ausência de um mecanismo bem pensado de sua implementação, à extrema restrição de tempo (menos de um mês) e à incerteza do financiamento dos eventos. Somente a decoração de Moscou para o Dia Internacional dos Trabalhadores, o novo feriado da União Soviética, foi realizada como planejado. A decoração da Praça Vermelha foi realizada por artistas de vanguarda liderados por Alexander Vesnin: as torres do Kremlin foram envoltas com painéis vermelhos e uma tribuna provisória foi erguida no eixo transversal da praça perto da Torre do Senado. Durante o feriado, os monumentos imperiais foram cobertos com capas, painéis vermelhos e decorações, sobre os quais foram colocados os emblemas do poder soviético e inscrições revolucionárias.
Uma das razões para o atraso do decreto foi a confusão departamental. Por conseguinte, o Departamento de Belas Artes do Comissariado do Povo para a Educação (Narkompros), cujo chefe, segundo o decreto, deveria ingressar na Comissão Especial, só foi criado em 22 de maio de 1918. Outros membros da comissão — o Comissário do Povo para a Educação Lunatcharski e o Comissário do Povo para a Propriedade Pavel Petrovich Malinovski — não conseguiram chegar a um acordo sobre ações conjuntas. No verão, a situação complicou-se devido à hostilidade pessoal entre Lunatcharski e Malinovski, causada pela liquidação do Comissariado do Povo da Propriedade da República e a transferência de suas funções para o Comissariado do Povo para a Educação; Malinovski chefiou o Conselho de Moscou, com o qual, segundo o decreto, a Comissão Especial deveria coordenar suas ações sobre a instalação de monumentos. O atraso na implementação do decreto foi alvo de duras críticas por parte de Lenin: "Estou surpreso e indignado com a sua inação e de Malinovski na preparação de boas citações e inscrições nos edifícios públicos de São Petersburgo e Moscou", escreveu a Lunatcharski; Lenin levantou repetidamente a questão do progresso do decreto nas reuniões do CCP. Lunatcharski, em resposta, reclamou que era impossível chegar a um acordo com a Câmara Municipal de Moscou e pediu para atribuir a responsabilidade pela execução do decreto a um dos departamentos — o Comissariado do Povo para a Educação ou a Câmara Municipal de Moscou.
A coordenação dos trabalhos de instalação de monumentos no âmbito da execução das tarefas definidas pelo decreto foi confiada ao arquiteto Nikolai Dmitrievich Vinogradov [ru]. Ele foi convidado para trabalhar no lugar de Malinovski, sendo ele um arquiteto por formação, que havia construído muito em tempos pré-revolucionários. No entanto, de acordo com Vinogradov, o mandato para supervisionar a instalação dos monumentos foi-lhe conferido  pessoalmente por Vladimir Ilyich Ulianov. Do Comissariado do Povo para a Educação, o trabalho foi coordenado pelo chefe do departamento de artes plásticasDavid Shterenberg (em Moscou) e Vladimir Tatlin (em São Petersburgo). Os poderes especiais de Vinogradov, que muitas vezes se reportavam diretamente a Lenin, exacerbaram o conflito interdepartamental; segundo Tatlin, em seus encontros com Lênin, Vinogradov cobriu o andamento dos trabalhos de instalação de monumentos de maneira tendenciosa nas suas reuniões com Lenin.

### Personalidades

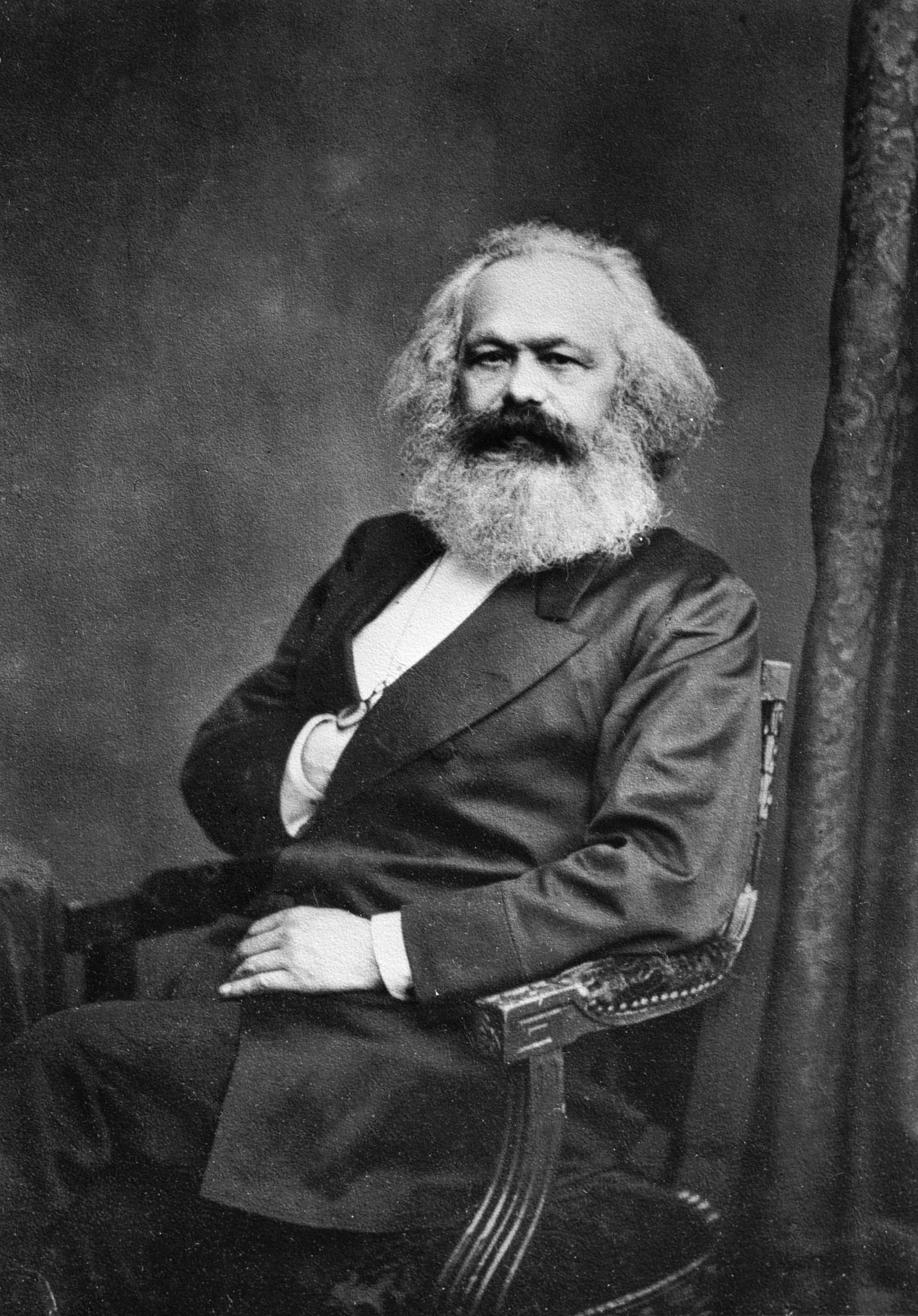
Karl Marx

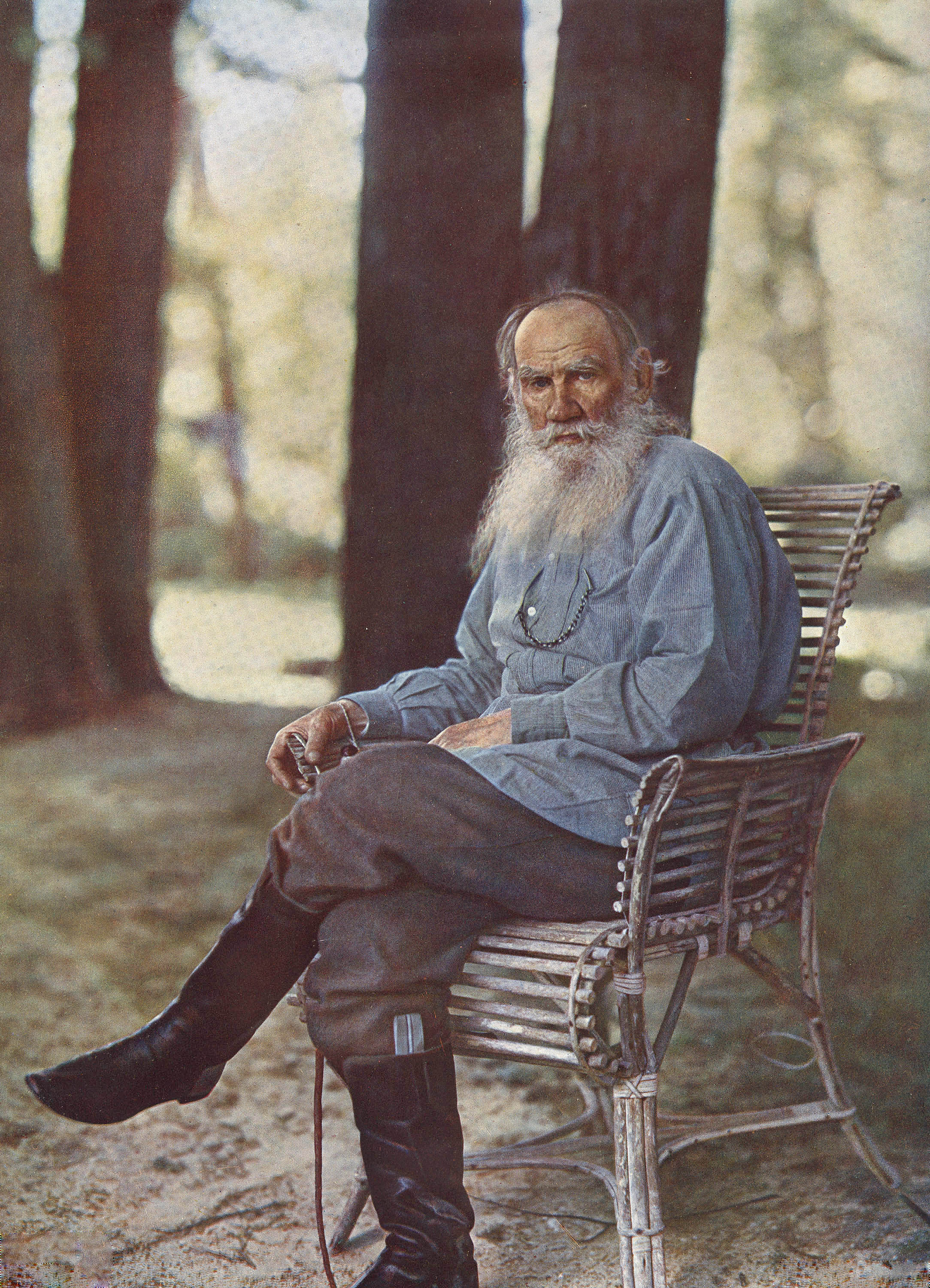
Liev Tolstói

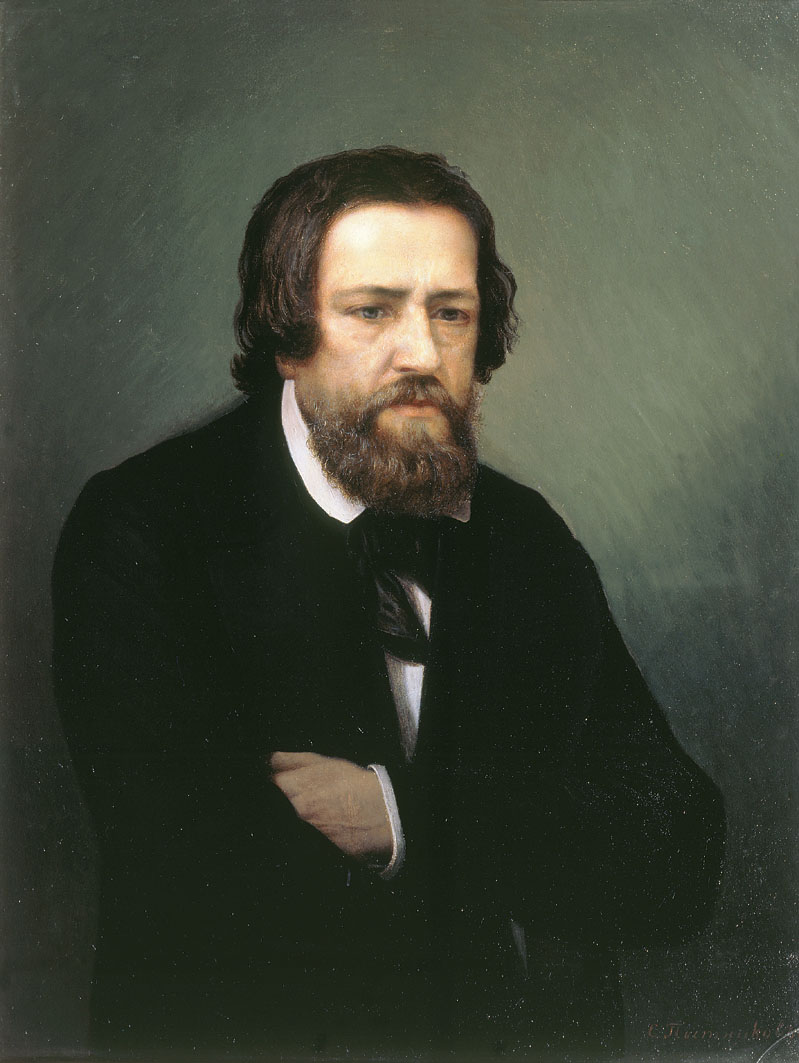
Alexander Andreyevich Ivanov

Em 17 de julho de 1918, uma reunião do CCP (Conselho de Comissários do Povo) sob a presidência de Lenin discutiu o tema "Sobre a ereção em Moscou de 50 monumentos a grandes pessoas no campo das atividades revolucionárias e sociais, no campo da filosofia, literatura , ciência e arte" e aprovou o memorando de Lunatcharski sobre a implantação de monumentos, no qual, em particular, se dizia: "Toda a dificuldade de implementar esta ideia é que a rapidez da sua realização não pode vir à custa do lado artístico, pois o Estado, tal como está agora, não pode e não deve ser o iniciador do mau gosto".
Em 30 de julho de 1918 e no início de agosto, a seção de artes visuais do Narkompros elaborou uma "lista de pessoas a quem foi proposta erigir os monumentos em Moscou e outras cidades da RSFSR", preparada sob a orientação de Lunatcharski. Em 2 de agosto, a lista final, assinada por Lenin, foi publicada na Izvestia. Incluídos na lista não estavam apenas revolucionários e grandes figuras públicas, mas também grandes cientistas, filósofos, poetas e escritores russos e estrangeiros, artistas, compositores e atores — 66 pessoas ao todo. Além das esculturas de indivíduos, o plano de propaganda monumental também assumia projetos de composições alegóricas. A lista foi dividida em 6 partes e continha 66 nomes:
I. Revolucionários e figuras públicas
1. Espártaco
2. Tibério Graco
3. Bruto
4. Babeuf
5. Marx
6. Engels
7. August Bebel
8. Lassalle
9. Jean Jaurès
10. Lafargue
11. Édouard Vaillant
12. Marat
13. Robespierre
14. Danton
15. Giuseppe Garibaldi
16. Stenka Razin
17. Pestel
18. Kondrati Rileiev
19. Herzen
20. Bakunin
21. Piotr Lavrov
22. Stepan Khalturin
23. Plekhanov
24. Ivan Kaliáiev
25. V. Volodarski
26. Charles Fourier
27. Saint-Simon
28. Robert Owen
29. Andrei Zheliabov
30. Sofia Perovskaia
31. Nikolai Kibalchich

II. Escritores e poetas
1. Tolstói
2. Dostoiévski
3. Mikhail Lérmontov
4. Pushkin
5. Gogol
6. Radishchev
7. Vissarion Belinski
8. Nikolay Ogarev
9. Tchernichevski
10. Garin-Mikhailovsky
11. Dobrolyubov
12. Dmitry Pisarev
13. Gleb Uspenski
14. Saltykov-Shchedrin
15. Nikolai Nekrássov
16. Taras Shevchenko
17. Fiódor Tiútchev
18. Ivan Nikitin
19. Nikolay Novikov
20. Aleksei Koltsov

III. Filósofos e cientistas
1. Gregory Skovoroda
2. Mikhail Lomonossov
3. Dmitri Mendeleiev

IV. Artistas plásticos
1. Andrei Rublev
2. Orest Kiprenski
3. Alexander Andreyevich Ivanov
4. Mikhail Vrubel
5. Fedot Shubin
6. Mikhail Kozlovsky
7. Matvei Kazakov

V. Compositores
1. Modest Mussorgsky
2. Alexander Scriabin
3. Frédéric Chopin

VI. Artistas cênicos
1. Vera Komissarzhevskaya
2. Pavel Mochalov

Na mesma sessão da CCP foi considerada pela primeira vez uma questão de financiamento da criação de monumentos: foi decidido pagar 700 rublos por modelo em papel (desenho) e 1 000 rublos por modelo em escultura. Com a participação do presidente do sindicato dos escultores de Moscou e de um membro do Conselho de Arte do Comissariado do Povo das Belas Artes, Sergei Konyonkov, foi feita uma lista de 50 escultores, aos quais foi pago o mesmo valor e encomendada a produção de monumentos.

## Destruição de monumentos pré-revolucionários

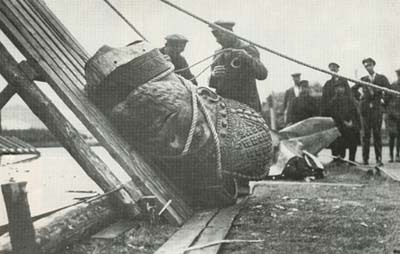
Cabeça do monumento a Alexandre III em Moscou durante sua destruição

A destruição dos monumentos pré-revolucionários começou no país antes mesmo da publicação do decreto “Sobre os Monumentos da República”. Assim, após a Revolução de Fevereiro em março de 1917, um monumento a Piotr Stolípin foi jogado de seu pedestal. Antes da demolição, os revolucionários organizaram um "tribunal do povo" sobre o monumento ao defensor da autocracia, e uma estrutura parecida com uma forca foi utilizada para a demolição. Ao mesmo tempo , um monumento a Catarina II foi derrubado em Ekaterinoslav.
O plano de propaganda monumental de Lenin começou a ser implementado em Moscou já em 1 de maio de 1918 — durante um subbotniki para limpar a cidade dos escombros e da destruição, um dos primeiros a ser demolido foi uma cruz memorial no Kremlin no local do assassinato de Grão-duque Sérgio Alexandrovich da Rússia, feita em 1908 de acordo com o projeto de Viktor Vasnetsov; Lenin participou pessoalmente da demolição do monumento. Na primavera do mesmo ano, com a demolição da escultura do imperador, começou a desmontagem do monumento do Kremlin a Alexandre II; o monumento, que era uma grande construção arquitetônica que ligava a encosta do Monte Borovitski (atual Monte Kremlin), foi finalmente demolido em 1928.

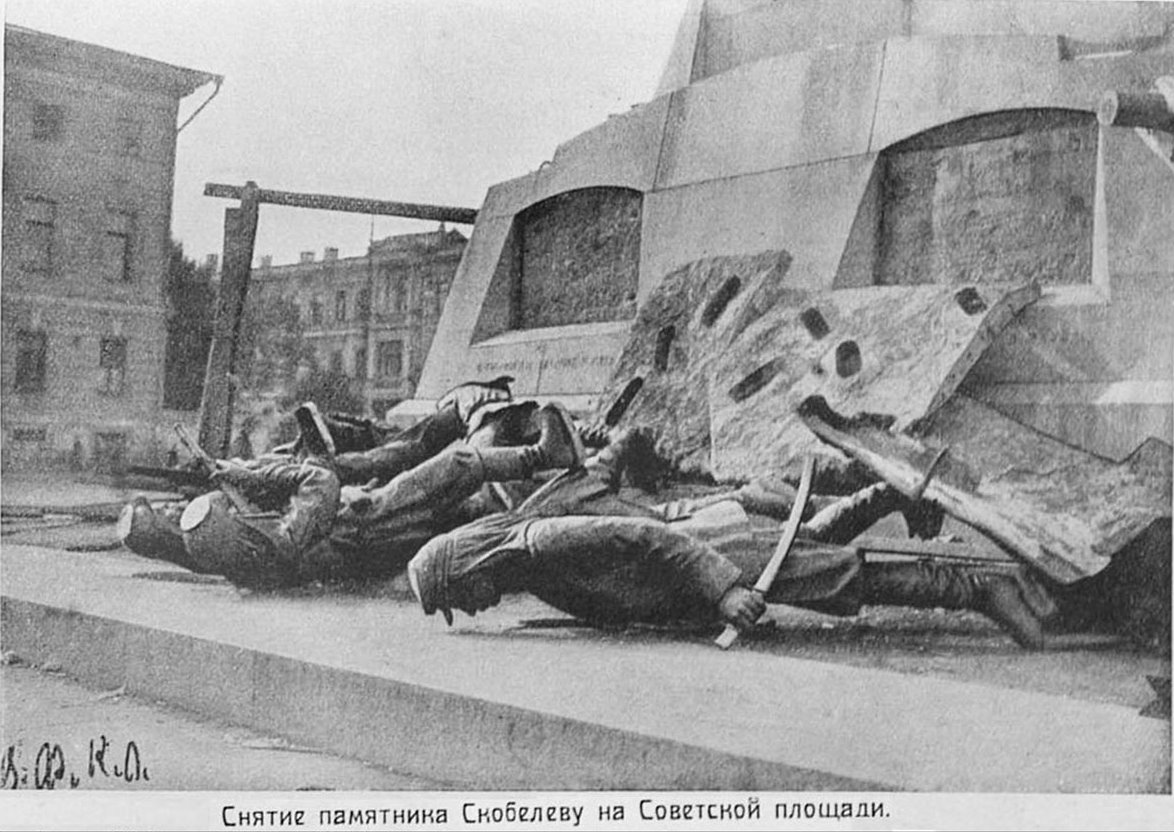
Monumento ao herói russo General Mikhail Skobelev desmantelado pelos bolcheviques em 1918–19

No verão do mesmo ano, a figura do imperador Alexandre III de seu monumento na Catedral de Cristo Salvador foi desmontada em partes. O processo de desmontagem do grandioso monumento exigiu um projeto especial, no qual participou o arquiteto Dmitri Petrovich Osipov. As obras de desconstrução prolongaram-se por vários meses e foi deliberadamente teatral: a estátua de bronze do imperador foi desmembrada peça por peça, começando pelo manto, os braços com o cetro e orbe e a cabeça com coroa; a perna vestindo uma bota foi a última parte a ser desmontada. Todo o processo foi filmado e exibido em todo o país. O pedestal remanescente do monumento foi considerado por muito tempo como a futura fundação do monumento ao "Trabalho Livre". Em 1 de maio de 1920, Lenin falou na colocação de um novo monumento; mais tarde, a inscrição apareceu no pedestal: "O monumento ao Trabalho Livre, que foi citado por Lenin em 1 de maio de 1920, será erguido aqui". Foi realizado um concurso para criar o monumento, modelos dos monumentos foram exibidos na primavera de 1920 no pátio do Museu de Belas Artes, privando-se do nome de Alexandre III.
Entre os "servos czaristas" estava o General Mikhail Dmitriyevich Skobelev, o herói da Guerra Russo-Turca, cujo monumento foi erguido em 1912 na Praça Tverskaya, então chamada Praça Skobelevskaya. Como escreveram os jornais, a demolição do monumento começou no verão de 1918, alegadamente por iniciativa dos trabalhadores da fábrica Goujon [en] (mais tarde "Foice e Martelo"), sem qualquer coação do novo governo; o progresso de demolição do monumento a Skobelev foi regularmente relatado a Lenin.

## Instalação de novos monumentos e outros objetos de propaganda

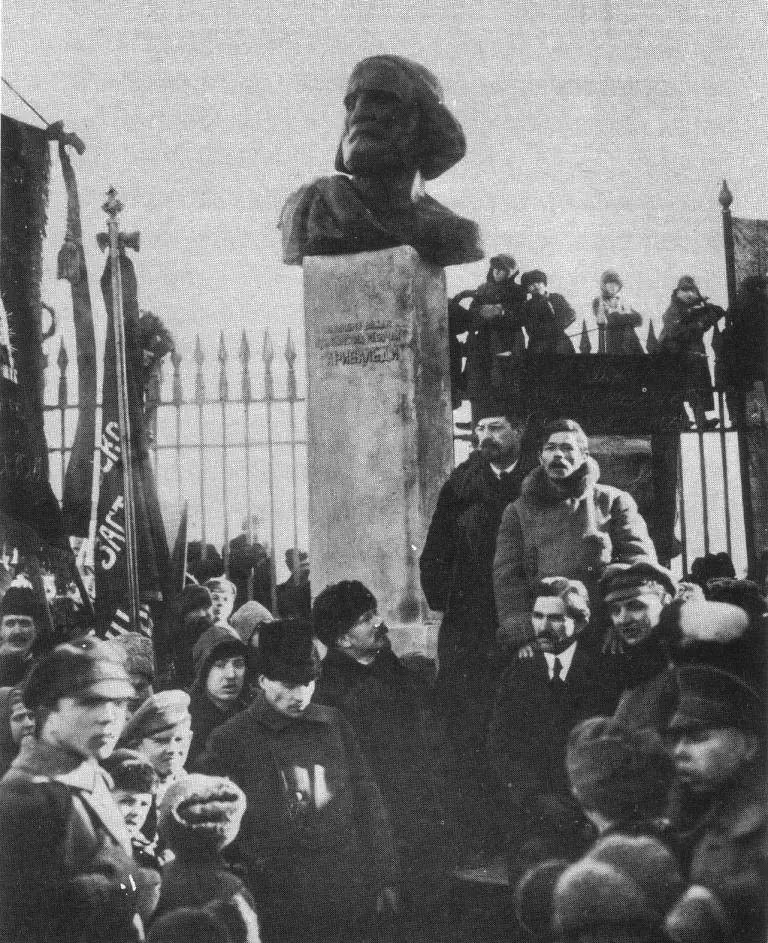
Anatóli Lunatcharski e o escultor Karlis Zale na inauguração do monumento a Garibaldi em São Petersburgo, 1919

A lista incluía não apenas os nomes de revolucionários e grandes figuras públicas, mas também grandes figuras da cultura russa e estrangeira (poetas, filósofos, cientistas, artistas, compositores, atores) — um total de 70 nomes. Além dos monumentos a indivíduos, o plano de propaganda monumental incluía também a instalação de composições alegóricas monumentais. Não há um limite claro para a conclusão de obras em projetos de propaganda monumental. Conforme observado na Grande Enciclopédia Soviética, “em sentido amplo, toda a história da arte monumental soviética é uma continuação do plano leninista de propaganda monumental”.
Escultores conhecidos de Moscou, São Petersburgo e outras cidades estiveram envolvidos na implementação do "plano". Assim, um poderoso estímulo foi dado ao desenvolvimento de esculturas. É importante notar que a ordem estatal para o plano de escultura monumental desempenhou um papel importante na determinação da corrente dominante da escultura soviética: a predominância de monumentos urbanos, significado social como critério orientador na escolha de temas, patriotismo, contenção emocional, conteúdo heróico, generalização e idealização de imagens, às vezes pathos excessivos, grandiosidade de escala e design.
As memórias do mais antigo escultor russo Leonid Sherwood testemunham o clima otimista entre os escultores em relação ao plano de "propaganda monumental":

"...Fiquei não apenas encantado, mas também espantado que, apesar da enorme privação material que então vivíamos, o jovem Estado soviético precisasse de escultura, cuja necessidade estava estava sempre associada a um excesso de fundos de um cliente individual ou de uma organização pública. Agora, claro, está claro para nós que o plano de Lenin de 'propaganda monumental' estava organicamente ligado à grande causa da revolução cultural, com a colossal reestruturação da consciência humana, que os grandes dias de outubro tornaram possível."
A crise econômica causada pela política bolchevique do comunismo de guerra significou que os recursos materiais eram insuficientes para a plena implementação do "plano". Foi preciso fazer concessões e truques: usar materiais de curta duração (gesso, concreto, madeira). Portanto, os primeiros monumentos foram criados como temporários, e os melhores deles foram posteriormente destinados a serem convertidos em materiais "eternos". Para dar à escultura de concreto uma aparência nobre, o escultor Nikolai Andreiev adicionou lascas de mármore como agregado para a mistura de concreto. O concreto com lascas de mármore parecia muito semelhante à pedra, por isso poucas pessoas sabiam distinguir, mas como material escultórico ainda era difícil de trabalhar e muito frágil. As dificuldades financeiras não impediram o processo de fabricação e instalação de monumentos urbanos. Lein esteve pessoalmente envolvido no financiamento dos projetos, já que a "propaganda monumental", como observou Sherwood, foi uma das atividades mais importantes da revolução cultural. Com o fortalecimento da situação econômica da Rússia soviética em 1922, aparecem monumentos feitos de materiais duráveis que permanecem por muito tempo. Os primeiros monumentos pós-revolucionário de bronze em Moscou datam de 1924.

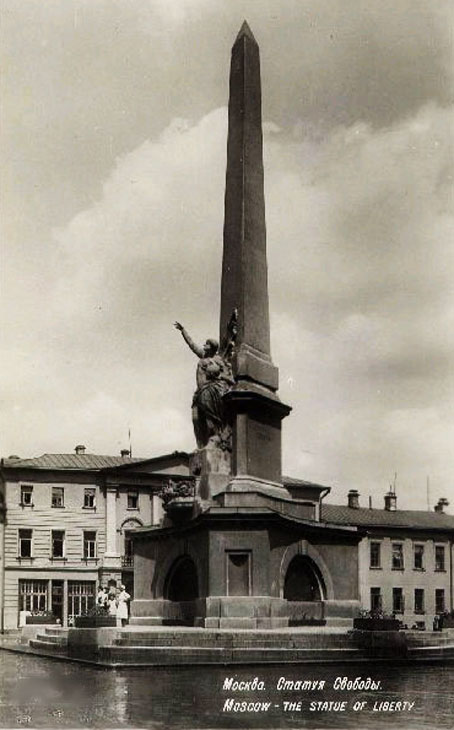
N. Andreiev, D. Ósipov. Monumento à Constituição Soviética (Obelisco com a Estátua da Liberdade) na Praça Soviética (atual Praça Tverskaya), Moscou, 1919 (derrubado em 1941)

Escultores e arquitetos que mais tarde se tornaram famosos mestres da arte soviética participaram dos projetos realizados de acordo com o plano de “propaganda monumental”: Boris Korolyov, Sergei Konyonkov, Vera Mukhina, Kārlis Zāle, Aleksandr Matveyev, Ernests Štālbergs, Sergey Merkurov, Ivan Shadr, Lev Rudnev, Teodors Zalkalns e outros.
Também é necessário estar atento às propriedades limitantes de materiais difíceis de trabalhar, como o concreto, que os escultores superaram com grande sucesso. E se a avaliação estética dos monumentos erguidos de acordo com o plano de “propaganda monumental” pode ser discutível, então o significado histórico colossal do plano de “propaganda monumental” para o desenvolvimento da escola escultórica soviética é indiscutível. Vera Mukhina escreveu sobre o papel destacado da propaganda monumental para a escultura soviética:

"O trabalho de acordo com o plano da propaganda monumental foi a semente da qual brotou toda a escultura soviética. A arte abriu perspectivas sem precedentes e foi enriquecida com novos objetivos. A tarefa definida por Lenin foi importante e necessária não só para a massa popular, mas também para nós, os artistas...".
Também importante para o desenvolvimento da escultura foi a promoção ativa de monumentos escultóricos pela imprensa, especialmente nos primeiros dias da propaganda monumental. A inauguração de qualquer monumento foi sempre acompanhada de uma série de medidas para preparar os cidadãos para a recepção do novo monumento: foram publicados artigos sob os títulos "A quem o proletariado coloca monumentos", "Sombras de antepassados esquecidos", etc.
No primeiro aniversário da Revolução de Outubro, em 7 de novembro de 1918, foram inaugurados 12 monumentos nas ruas e praças de Moscou. O mais significativo deles foi o obelisco dedicado à primeira constituição soviética, complementado seis meses depois pela estátua da liberdade. Segundo alguns pesquisadores, o Monumento à Constituição Soviética é uma das "melhores obras do plano de propaganda monumental de Lenin". Entretanto, o obelisco de tijolos com sua estátua de concreto se deteriorou rapidamente, permanecendo de pé por apenas cerca de 20 anos; foi demolido durante a limpeza da área em 1941.
De 1918 a 1921, somente em Moscou, mais de 25 monumentos escultóricos foram erguidos e mais de 15 monumentos foram erguidos em São Petersburgo.
Atualmente, a propaganda monumental está associada principalmente a monumentos escultóricos, mas a perspectiva de desenvolver propaganda monumental não se limitou às artes visuais, implicando uma ampla síntese de todas as artes, incluindo literatura, teatro e música (por exemplo, na organização espetáculos de massa).

## Lista de objetos de propaganda monumentais instalados como parte do plano

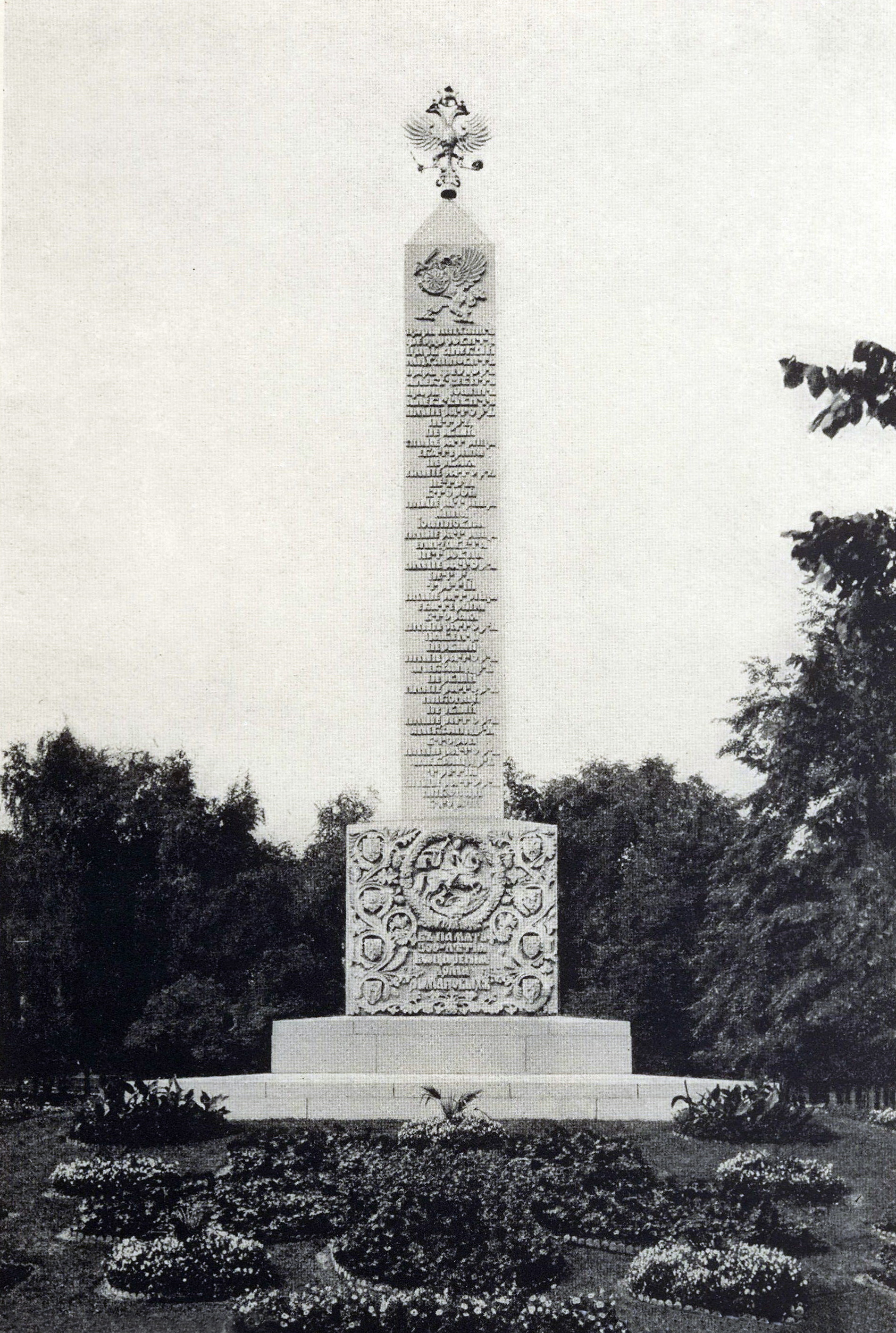
Obelisco Romanov, 1914-1918

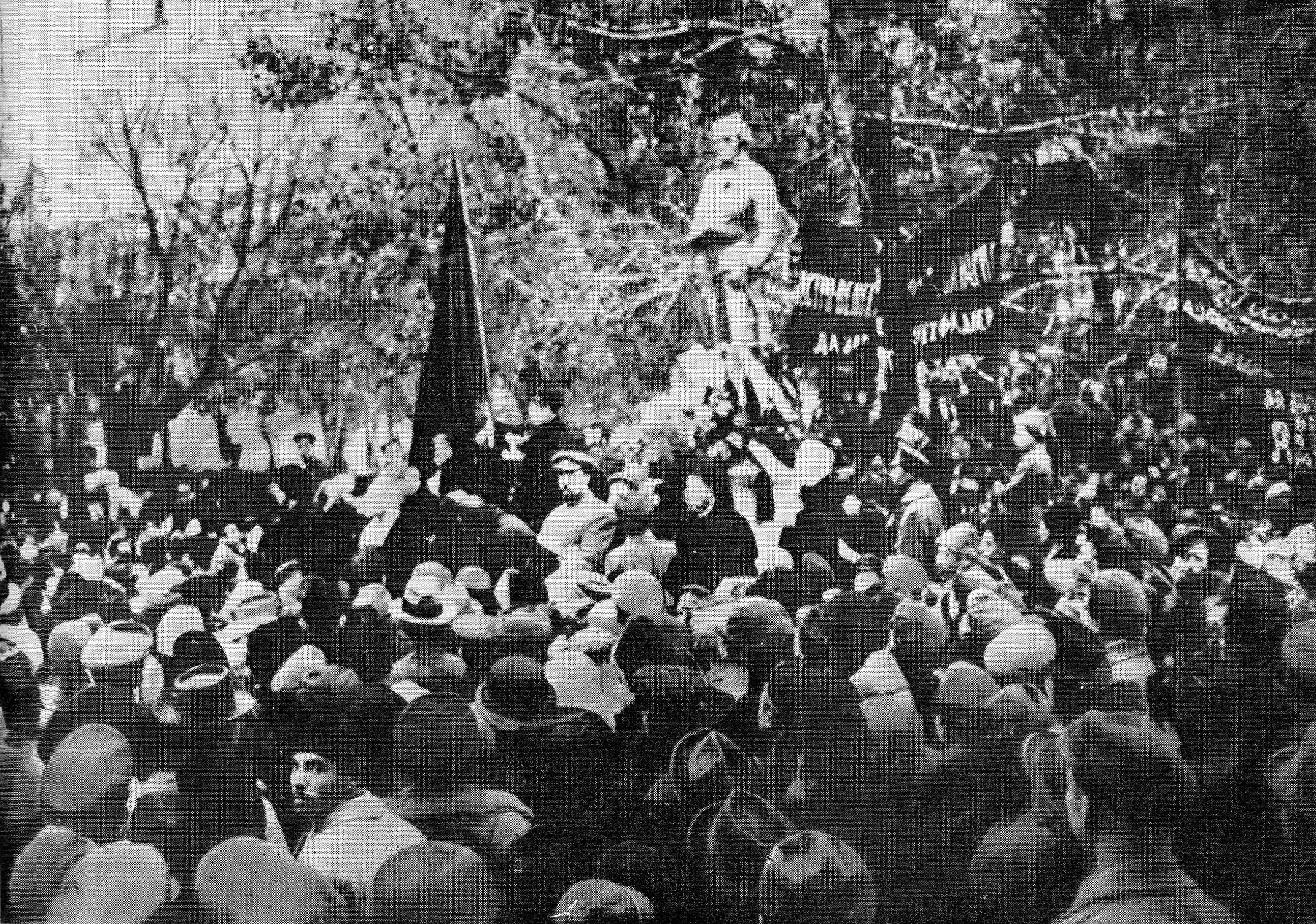
Um dos primeiros monumentos do programa de propaganda monumental foi a estátua de Robespierre, que foi inaugurada em Moscou em 3 de novembro de 1918. Os vândalos destruíram a escultura de concreto detonando-a logo após a cerimônia de inauguração.

Uma opinião generalizada é que a "propaganda monumental' não alcançou nenhum resultado artístico notável". Essa visão é certamente subjetiva. A maioria dessas obras foram executada por escultores excepcionalmente habilidosos e talentosos e entre os autores estão mestres muito proeminentes como Sergéy Merkúrov, Sergei Konyonkov, Véra Múkhina, cujas obras (incluindo os projetos de "propaganda monumental") são altamente apreciadas por estudiosos e historiadores da arte russos. Também é preciso ter em mente as restrições de materiais, como o concreto, que os escultores tiveram que superar. E se a avaliação estética das esculturas de "propaganda monumental" é tema de debates, o valor histórico da iniciativa de Lenin sobre a "propaganda monumental" como impulso para a formação da escola soviética de escultura é indubitável.
Até os dias atuais, as ruas de Moscou preservaram alguns dos primeiros monumentos escultóricos e placas em relevo que foram instalados entre 1918 e 1923 como parte do plano de "propaganda monumental". As esculturas foram posteriormente transferidas para materiais duráveis tradicionais. Alguns deles são bem conhecidos dos russos e especialmente dos habitantes nativos de Moscou hoje.
As informações sobre monumentos, placas memoriais e sinais a seguir são fornecidas de acordo com a lista compilada por Anatoli Strigalev, com os acréscimos e esclarecimentos necessários.

### Em Moscou
- Monumento a Karl Marx e Friedrich Engels na Praça da Revolução (7 de novembro de 1918). Esculpido por S. A. Mezentsev.[37] O monumento não foi preservado;
- Monumento a pensadores e figuras proeminentes na luta pela libertação dos trabalhadores (Obelisco Romanov) no Jardim de Alexandre (7 de novembro de 1918), arquiteto Sergei Vlasiev; o obelisco foi erguido em 1914 para comemorar o 300.º aniversário do reinado da dinastia Romanov. O monumento não foi preservado (voltou a sua aparência original com imprecisões na transferência das imagens originais);
- Placa comemorativa "Aos que se apaixonaram pela paz e pela irmandade dos povos" (em russo:  Павшим за мир и братство народов) na Torre do Senado no Kremlin (7 de novembro de 1918).[2] Esculpida por Sergei Konyonkov;
- Monumento à Constituição Soviética na Praça Soviética (Tverskaya) (1918–1919). Esculpido por Nikolai Andreiev; Arquitetado por Osipov Petrovich.[38] O monumento não foi preservado;
- "Pensamento" (em russo:  Мысль) no Boulevard Tsvetnoy (1918). Esculpido por Sergei Merkurov. O monumento foi movido para o túmulo do escultor no Cemitério Novodevichy
- Monumento a Karl Marx na Rua Sadovaya-Triumfalnaya (1918–1919). Esculpido por Georges Lavroff. O monumento não foi preservado;
- Monumento a Karl Marx na Rua Nikoloyamskaya (1918–1919). O monumento não foi preservado;
- Monumento a Alexander Radishchev na Praça do Triunfo (6 de outubro de 1918).[39] Esculpido por Leonid Sherwood.[40]. O monumento está mantido nos fundos do Museu de Arquitetura Shchusev;
- Monumento a Robespierre [en] no Jardim de Alexandre (3 de novembro de 1918). Esculpido por Beatrice Sandomierskaya.[41] O monumento não foi preservado;
- Monumento a Aleksei Koltsov na Praça do Teatro (Novembro de 1918).[42] Esculpido por S. A. Syreyshchikov. O monumento não foi preservado;
- Monumento a Ivan Nikitin na Praça do Teatro (3 de novembro de 1918).[39] Esculpido por A. N. Blazhievich. O monumento não foi preservado;
- Monumento a Taras Shevchenko no Boulevard Rozhdestvensky (1918). Esculpido por Sergei Volnukhin. O monumento não foi preservado;
- Monumento a Ivan Kaliáiev em frente ao Jardim de Alexandre (1918). Esculpido por B. V. Lavrov. O monumento não foi preservado;
- Monumento a Stepan Khalturin na Praça Miusskaya (1918). Esculpido por S. S. Alyoshin. O monumento não foi preservado;
- Monumento a Sofia Perovskaia na Praça Miusskaya (1918). Esculpido por B. V. Lavrov. O monumento não foi preservado;
- Monumento a Fiódor Dostoiévski no Boulevard Tsvetnoy (1918). Esculpido por B. V. Lavrov. O monumento foi movido para o prédio do Hospital Mariinsky;
- Monumento a Mikhail Saltykov-Shchedrin no Praça Taganskaya (1918). Esculpido por Alexander Zlatovratsky. O monumento não foi preservado;
- Monumento a Jean Jaurès no Boulevard Novinsky (1918). Esculpido por Guarda Naumovich. O monumento não foi preservado;
- Monumento a Heinrich Heine no Boulevard Strastnoy (1918). O monumento não foi preservado;
- Monumento a Émile Verhaeren no Boulevard Strastnoy (1918). O monumento não foi preservado;
- Monumento a Mikhail Bakunin na Praça Turgenevskaya (final de 1919).[37] Esculpido por Boris Koroliov. O monumento não foi preservado;
- Monumento "Stepan Timofeyevich Razin e seus homens" na Praça Vermelha (1919).[9] Esculpido por Sergei Konyonkov;
- Monumento a Danton na Praça da Revolução (1919). Esculpido por Nikolai Andreiev. O monumento não foi preservado;
- Monumento a Jean-Paul Marat em Simonova Sloboda (1919). Esculpido por A. Ya. Imkhanitsky. O monumento não foi preservado;
- Monumento à "Revolta de 1905" na Praça Krasnopresnenskaya (1920);[43]
- Relevo "Trabalhador" na parede da Passagem Petrovsky na Rua Petrovka (1921). Esculpido por Matvey Manizer;
- Monumento a Aleksandr Herzen (1922) na Rua Mokhovaya. Esculpido por Nikolai Andreiev e V. A. Andreev. Arquitetado por Victor Dmitrievich Kokorin;[44]
- Monumento a Nikolay Ogarev (1922) na Rua Mohkovaya. Esculpido por Nikolai Andreiev e V. A. Andreev;[44]
- Placa comemorativa "aos que morreram na explosão do partido em 15 de setembro de 1919" (1922) na Rua Leontievsky, na parede da casa n.º 18. Arquitetado por V. M. Mayat;[43]
- Monumento a Timiryazev [en] na Praça do Portão Nikitsky (1923). Esculpida por S. D. Merkurov. Arquitetada por D. P. Osipov;
- Bustos de Karl Marx no Campo da Donzela (Devichye Pole) e na Rua Starokonyushenny.[43] Os bustos não foram preservados;
- Medalhão com uma imagem de perfil de Herzen no portão do Instituto Literário A. M. Gorki no Boulevard Tverskoy. Feito por N. Andreev.